# Eagle (автомобильная марка)
Eagle — подразделение американского концерна Chrysler, существовавшее в период с 1988 по 1999. Было создано на основе компании AMC. Штаб-квартира компании находилась в городе Оберн-Хиллс, штат Мичиган, США

## История
В августе 1987 года Chrysler за 1,2 млрд долларов выкупает фирму AMC у компании Renault и переименовывает её в Jeep-Eagle Division. Подразделение Jeep переключается на выпуск внедорожников. Подразделение Eagle, направленное на выпуск легковых автомобилей, получает своё название в честь выпускаемого ранее AMC Eagle. Планировалась эта компания на фоне успеха аналогичной компании Saturn, которая являлась подразделением концерна General Motors. Новые модели Eagle были разработаны совместно с японской компанией Mitsubishi, с которой Chrysler сотрудничала ещё с 1971 года, продавая Mitsubishi Galant под маркой Dodge, что помогло удержать продажи во время нефтяного эмбарго в США, когда вырос спрос на малолитражные автомобили.

## Модельный ряд
- Eagle Wagon (1988)

Продажа выпущенных AMC Eagle, производство которых закончилось 14 декабря 1987.
- Eagle Medallion (1988—1989)

Копия Renault 21, также продавался под названием Renault Medallion.
- Eagle Premier (1988—1992)

Четырёхдверный седан представительского класса, разработанный American Motors Corporation во время её сотрудничества с Renault в 1980-х годах. Автомобиль производился с сентября 1987 по декабрь 1991 годов. С 1990 по 1992 годы также продавался как Dodge Monaco.
- Eagle Vista (1988—1992)

Автомобиль продавался только в Канаде. Являлся копией автомобилей Mitsubishi, причем модели в кузове хетчбэк и седан были копией Mitsubishi Mirage, а универсал — Mitsubishi Space Wagon.
- Eagle Summit (1989—1996)

Копия Mitsubishi Lancer третьего поколения. Summit предлагался только с кузовом седан.
- Eagle Talon (1990—1998)

Спортивное купе, которое было представлено в 1989 и выпускалось вплоть до 1999 года. Автомобиль практически идентичен с моделью Mitsubishi Eclipse и Plymouth Laser.
- Eagle 2000GTX (1991—1992)

Копия Mitsubishi Galant шестого поколения.
- Eagle Vision (1993—1997)

Переднеприводной спортивный седан большого класса. В линейке автомобилей заменил Eagle Premier, на базе которого и был сделан. В Европе продавался как Chrysler Vision. Автомобиль дебютировал на автошоу в Детройте в 1992 году. В 1993, как один из седанов на платформе Chrysler LH, был признан автомобилем года по версии журнала «Automobile».

## Галерея

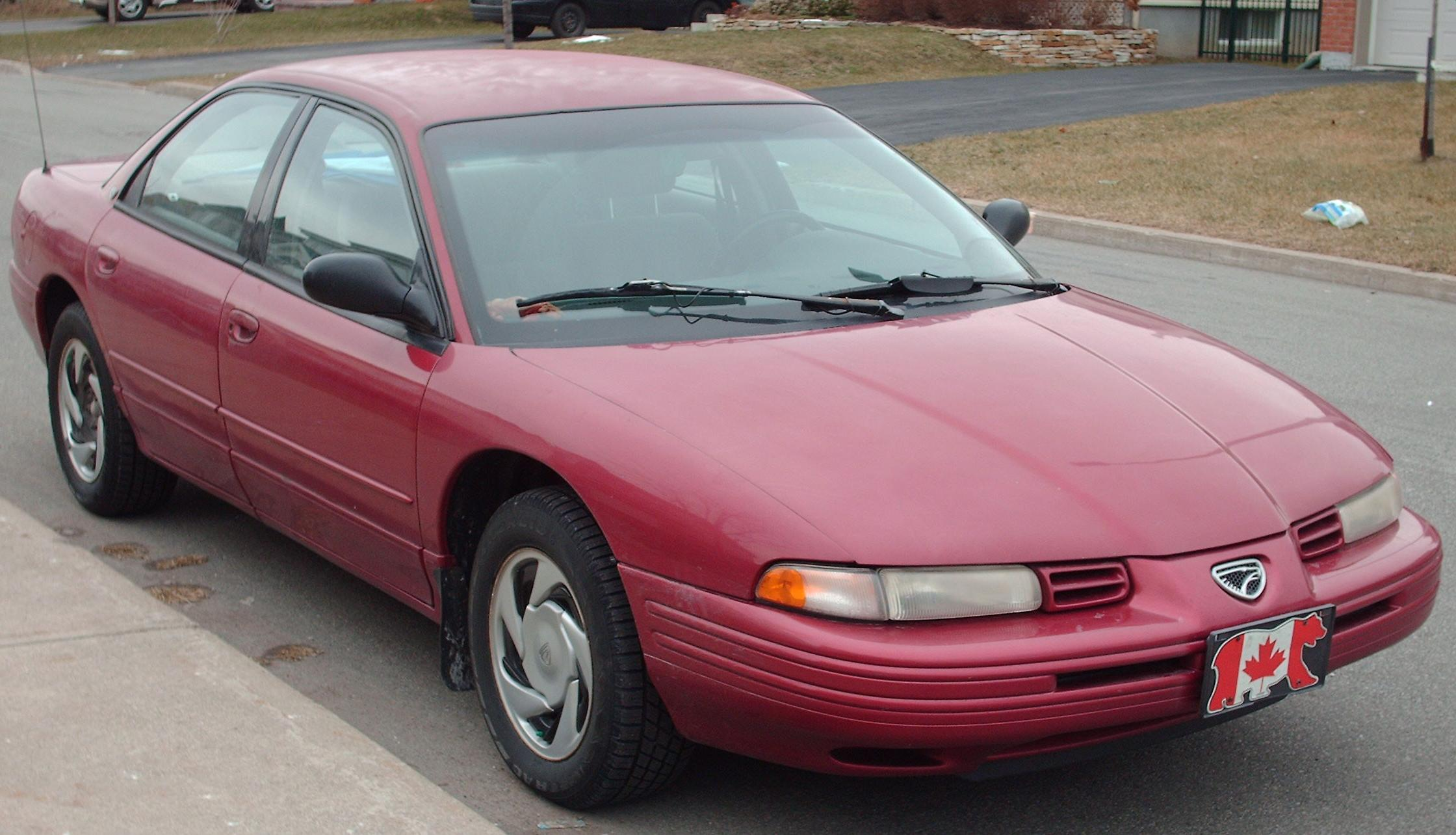
Eagle Vision
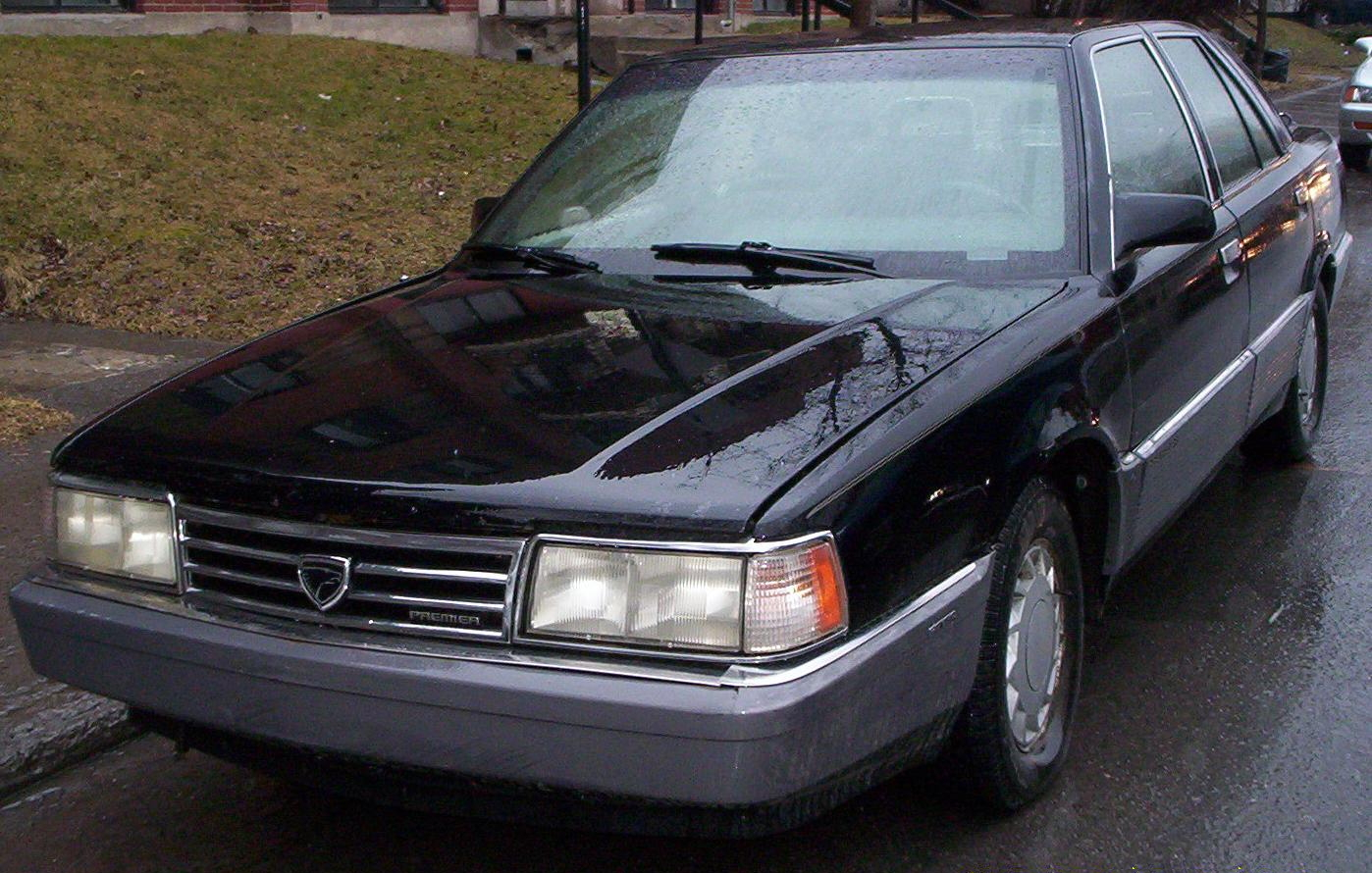
Eagle Premier
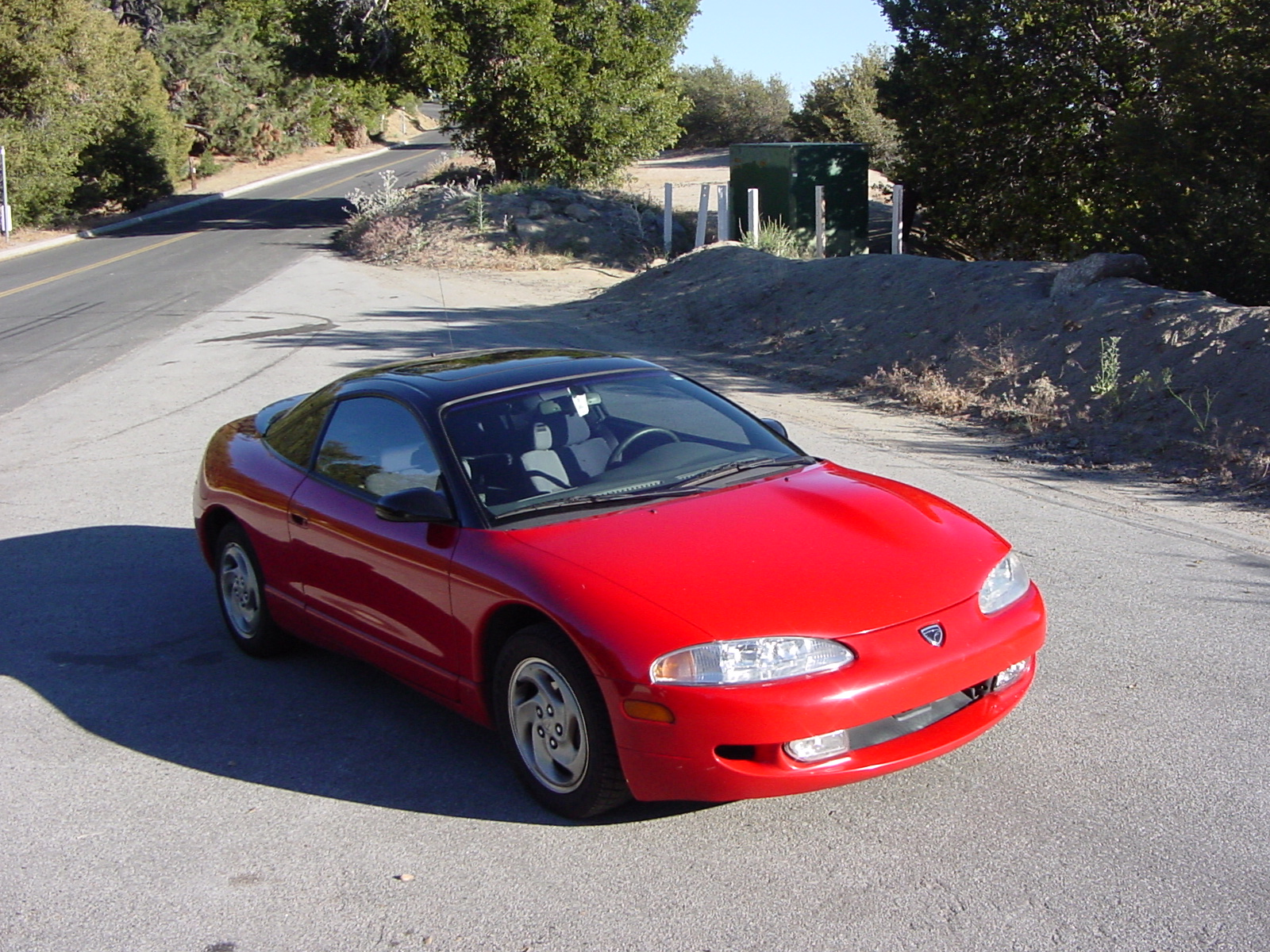
Eagle Talon TSi
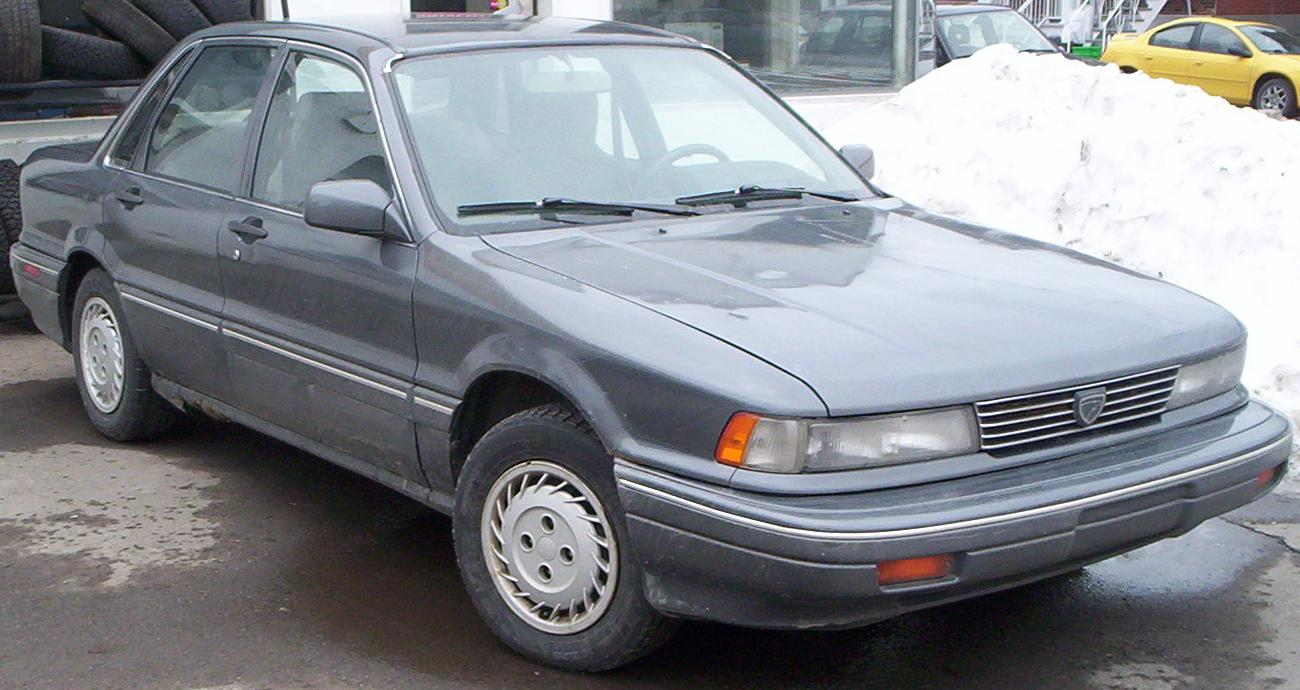
Eagle 2000GTX
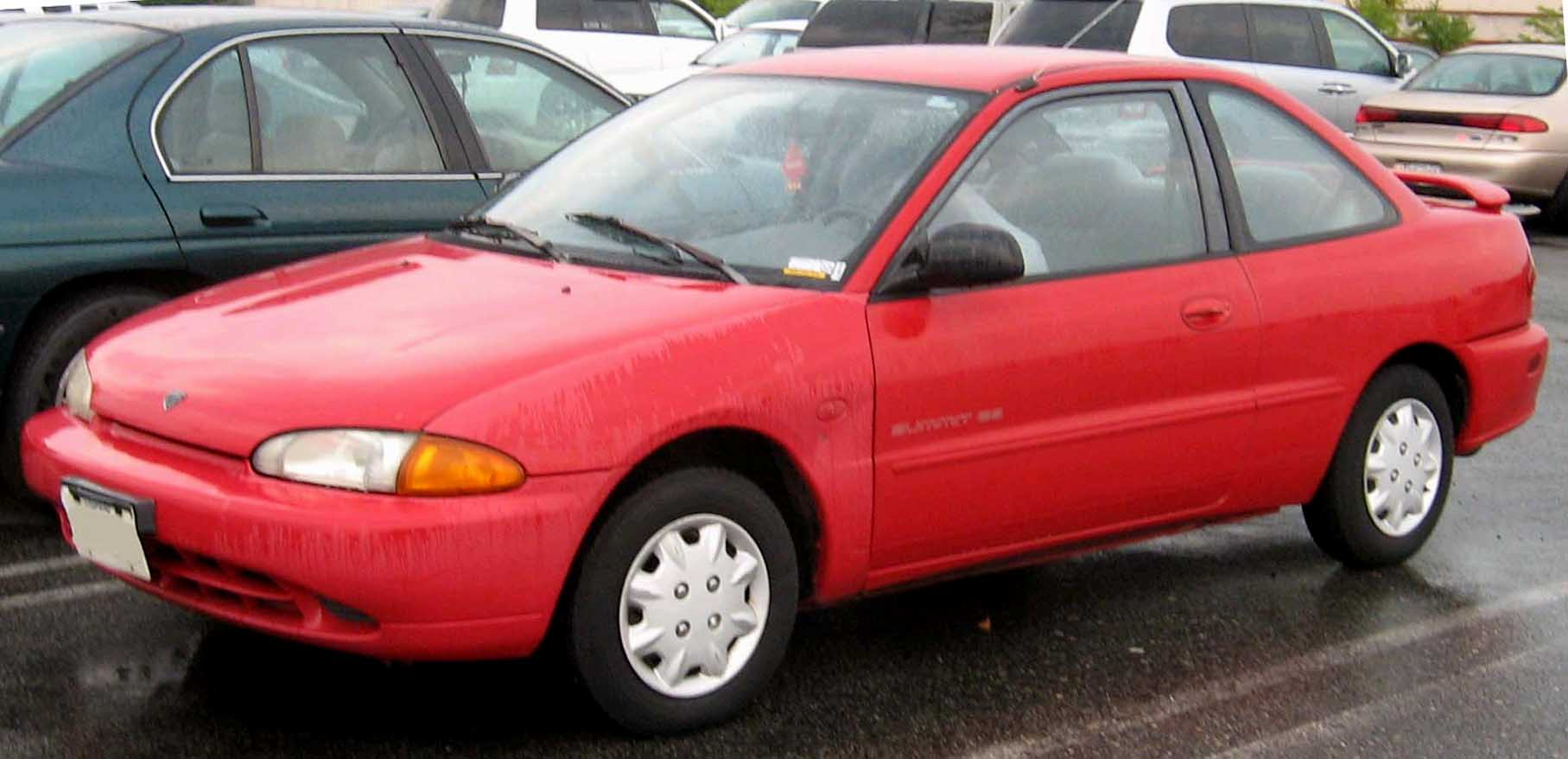
Eagle Summit 2 поколения
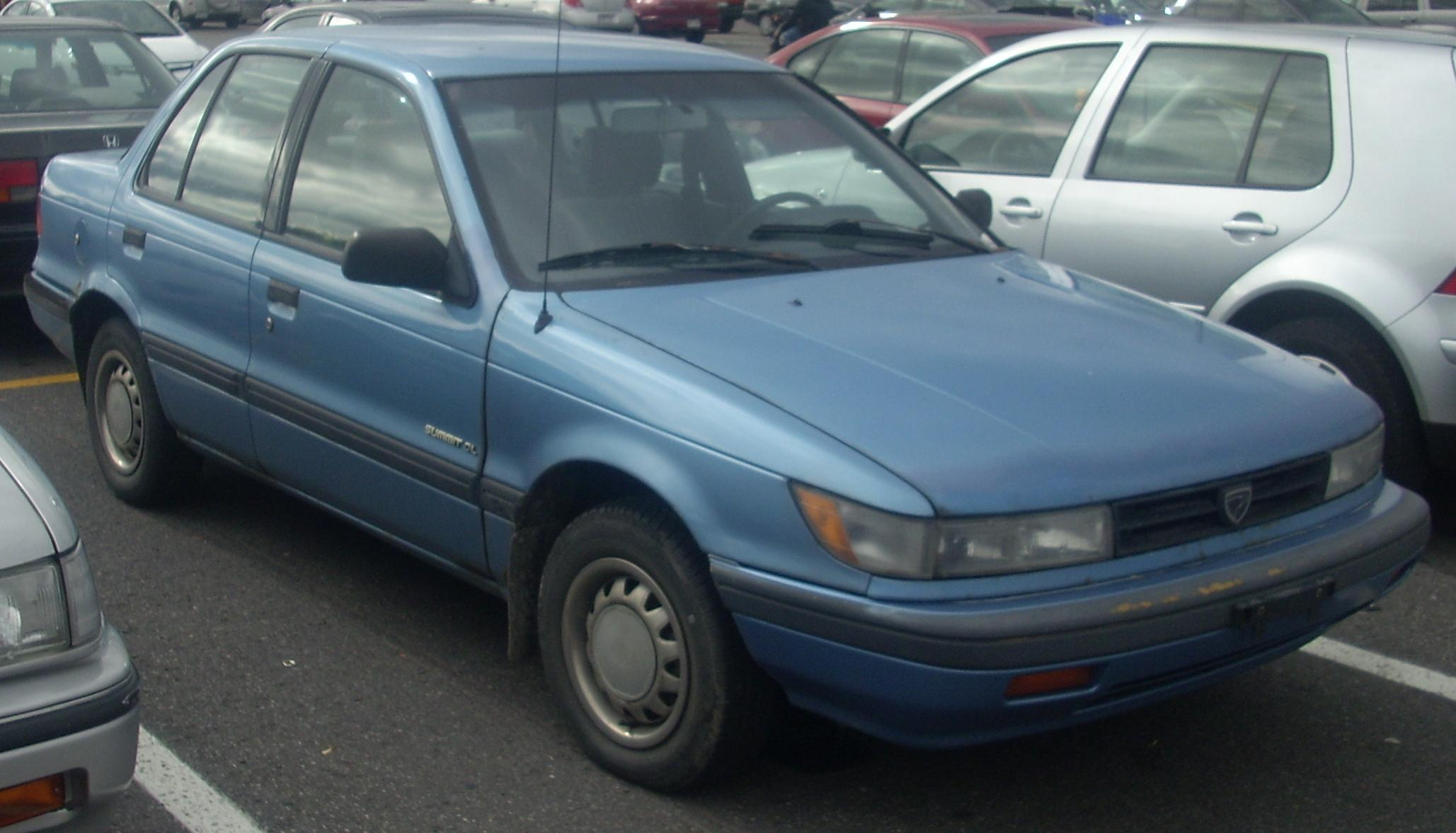
Eagle Summit 1 поколения
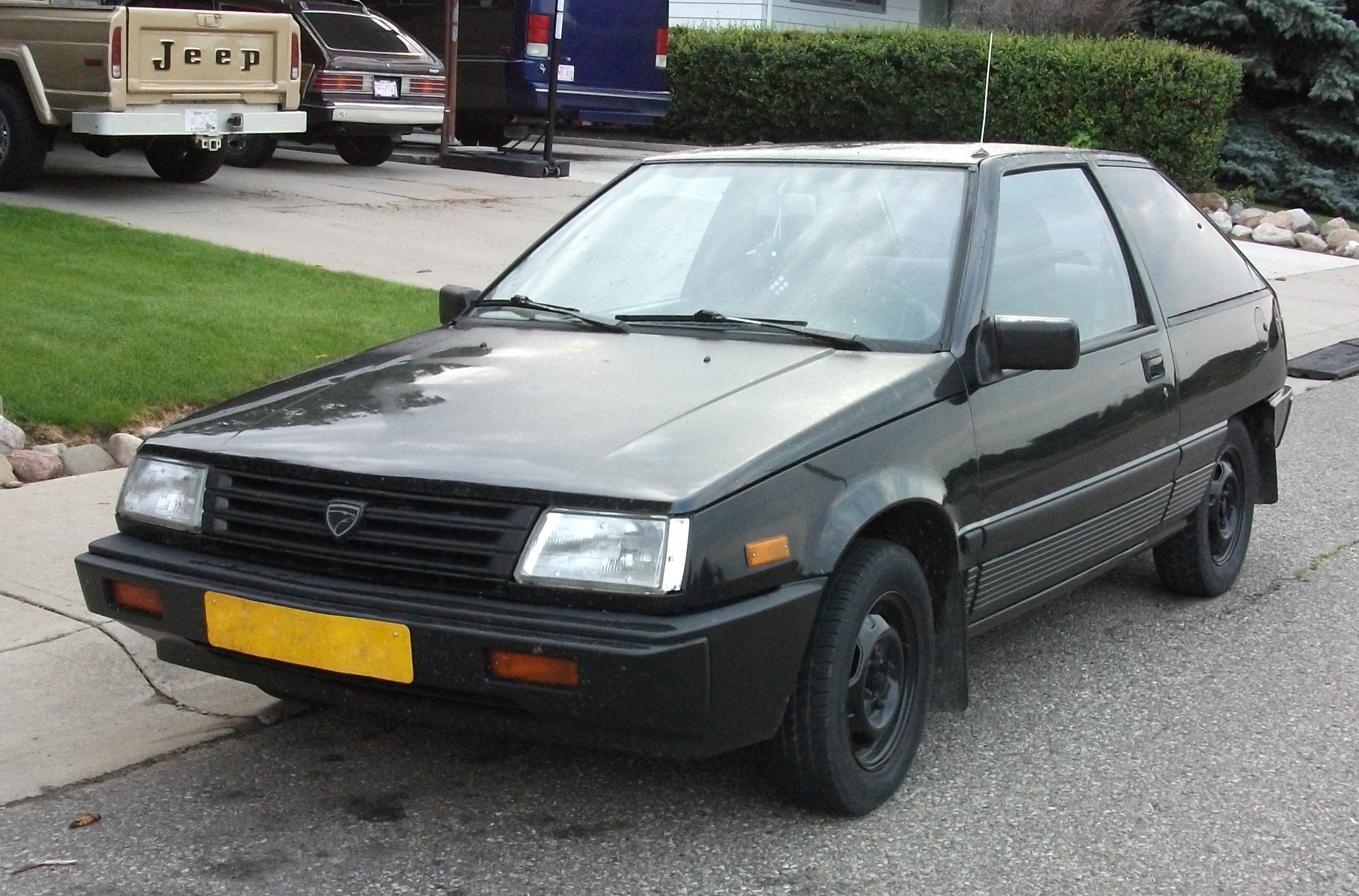
Eagle Vista
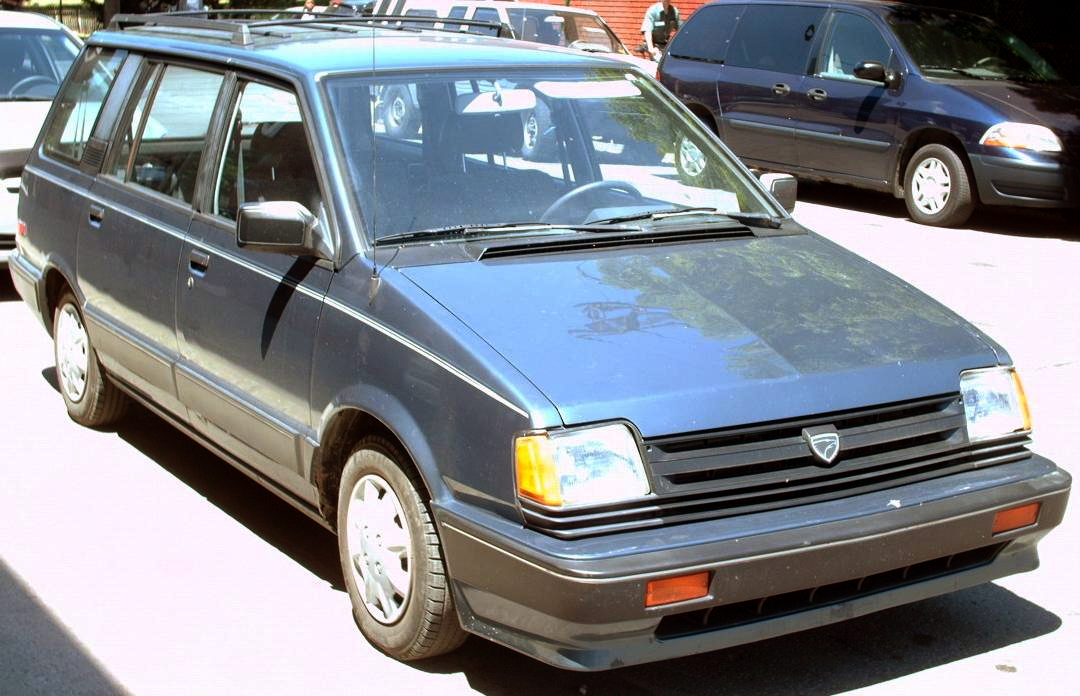
Eagle Vista  универсал